# You've Lost That Lovin' Feelin'
You've Lost That Lovin' Feelin' är en låt skriven av Barry Mann, Phil Spector och Cynthia Weil och inspelad av The Righteous Brothers år 1964. Producerad av Phil Spector medelst dennes Wall of Sound-teknik och utgiven december 1964 på skivbolaget Philles i versionen som blev listetta i USA och Storbritannien 1965.
Musikupphovsrättighetsföreningen "Broadcast Music Incorporated" (tredjedels amerikansk motsvarighet till STIM) utsåg 1999 You've Lost That Lovin' Feelin'
till #1 "Song of the Century" grundat på att den enligt deras statistik spelats fler gånger än någon annan sång i amerikansk radio och television under 1900-talet: över 8 miljoner uppspelningar. Även Recording Industry Association of America inkluderade You've Lost That Lovin' Feelin' på sin "Songs of the Century"-lista: #8.
Rolling Stone Magazine listade 2004 You've Lost That Lovin' Feelin' som #34 på deras lista "The 500 Greatest Songs of All Time".

## Listplaceringar
| Lista (1965)   | Position              |
| -------------- | --------------------- |
| Frankrike      | 24                    |
| Irland         | 2                     |
| Kanada         | 1 (RPM)               |
| Storbritannien | 1 (UK Singles Chart)  |
| USA            | 1 (Billboard Hot 100) |
| Västtyskland   | 21                    |